# Conotrachelus seniculus
Conotrachelus seniculus – gatunek chrząszcza z rodziny ryjkowcowatych.

## Zasięg występowania
Ameryka Północna od Quebecu i Florydy na wsch., po Nebraskę i Kalifornię na zach, oraz Meksyk.

## Budowa ciała
Osiąga 3,7 - 5 mm długości. Ciało nieco wydłużone, przednia krawędź pokryw nieznacznie szersza od przedplecza, na ich powierzchni wyraźne, podłużne żeberkowanie. Przedplecze okrągławe w zarysie w tylnej części, z przodu nieznacznie zwężone.
Ubarwienie ciała pstrokate, jasnobrązowe z czarnymi plamkami. W tylnej części pokryw jaśniejsze, skośne plamy.